# Polityka inwestycyjna
Polityka inwestycyjna – wszelkie świadome i celowe działania, mające na celu określanie, zaspokajanie oraz modyfikowanie potrzeb inwestycyjnych w zależności od warunków, wraz ze wskazaniem środków finansowania. Spełnia funkcje instrumentalne w realizacji zadań w ramach ogólnej polityki rozwoju ekonomicznego. Jej bezpośrednim celem jest oddziaływanie na procesy odtwarzana i powiększania kapitału trwałego. Inwestycje polegają na transformacji pieniądza w składniki majątku trwałego, tj. na zamierzonym angażowaniu mocy nabywczej pieniądza w tworzenie trwałej struktury majątkowej jednostek gospodarczych, w celu osiągnięcia wymiernych korzyści ekonomicznych w postaci zwiększenia dochodu, czy też zmniejszenia kosztów, co odzwierciedla się bezpośrednio w wysokości zysków.

## Trzy główne nurty polityki inwestycyjnej
Politykę inwestycyjną można podzielić na trzy główne nurty:
- regulowanie ogólnych rozmiarów inwestycji
- kształtowanie struktury inwestycji
- podnoszenie efektywności procesu inwestycyjnego

Pierwszy kierunek działań polityki inwestycyjnej znalazł duże uznanie wśród zwolenników interwencjonizmu państwowego, szczególnie zaś mającego na celu wygładzanie wahań cykli koniunkturalnych i ochronę gospodarki przed jej przegrzaniem, bądź też pomoc w powrocie do stanu optymalnego w czasach kryzysów gospodarczych. Głównymi celami regulacji wielkości inwestycji są:
- przeciwdziałanie recesji
- pobudzenie wzrostu
- utrwalenie tendencji do ożywienia i rozkwitu
- eliminowanie zagrożenia przegrzania koniunktury
- zmniejszenie bezrobocia

Drugi kierunek jest ściśle związany z planowaniem przeobrażeń gospodarczych i ich ukierunkowywaniem. Poprzez odgórne realizacje procesów inwestycyjnych państwo jest w stanie kształtować wizerunek struktury uzbrojenia kapitałowego państwa w formie majątku trwałego. Dużą rolę w tym względzie odgrywa kontrolowany rozwój infrastruktury (energetyki, dróg oraz innych urządzeń użyteczności publicznej) wraz z planowaniem przestrzennym oraz wspieranie przez państwo tzw. nowoczesnych gałęzi produkcji i wdrażania postępu naukowo-technicznego.
Trzeci kierunek dotyczy przede wszystkim inwestycji publicznych oraz ich wydajności. Szczególną rolę odgrywa w gospodarkach odczuwających niedostatek kapitału, a więc w głównej mierze w gospodarkach krajów słabo rozwiniętych. Działania w tym wymiarze sprowadzają się do jak najefektywniejszej realizacji inwestycji, a zatem do polepszania relacji między nakładami inwestycyjnymi a uzyskiwanymi dzięki nim efektami.

## Ryzyko
Przy przedsięwzięciach inwestycyjnych, ze względu na ich długookresową realizację, należy być świadomym ryzyka, które wynika z:
- procesów inflacyjnych i towarzyszących im zmian stopy procentowej od kapitału pożyczkowego,
- dotrzymywania terminów zwrotu kapitału inwestycyjnego w tym kapitału pożyczkowego (wraz z jego oprocentowaniem)
- sytuacji inwestora, jego ogólnej kondycji, konkurencyjności na rynku oraz płynności finansowej

## Podział ze względu na kryterium podmiotowe
Ze względu na kryterium podmiotowe, wyróżnia się politykę inwestycyjną:
- państwa
- organów publicznych regionalnych
- organów publicznych lokalnych

## Funkcje
Główne funkcje polityki inwestycyjnej:
- powiększanie zasobów kapitału trwałego
- wzrost efektywności gospodarowania różnymi jego elementami
- sterowanie procesami rozbudowy i unowocześniania zasobów majątku trwałego w produkcji oraz usług w gospodarce
- tworzenie nowych miejsc pracy

## Środki i instrumenty realizacji polityki inwestycyjnej
Wyróżnia się trzy podstawowe rodzaje środków realizacji polityki inwestycyjnej:
- środki administracyjnoprawne
- inwestycje publiczne
- środki techniczno-finansowe

Do środków administracyjnoprawnych zalicza się zbiory norm, które ściśle regulują zasady postępowania każdego uczestnika procesu inwestycyjnego, a zatem są skierowane przede wszystkim na zgodność podejmowanych działań z wymiarem uregulowań prawnych. Normy te mogą dotyczyć:
- zasad lokalizacji, które mają na celu ustalenie i uzgodnienie odpowiedniego miejsca lokalizacji inwestycji, ze względu chociażby na fakt występowania w nim dużego bezrobocia
- zasad kredytowania inwestycji, ich zabezpieczeń oraz terminów
- zasad nadzoru techniczno-administracyjnego nad wykonawstwem inwestycji
- zasad nakładania podatków na inwestorów, w tym udzielania im ulg podatkowych
- zasad ochrony środowiska, bezpieczeństwa pracy itd.

Inwestycje publiczne odgrywają w polityce inwestycyjnej państwa istotną rolę, bowiem pozwalają na jego bezpośrednią interwencję w wielu obszarach gospodarki krajowej. Państwo, rozumiane jako zhierarchizowana drabina połączonych wzajemnie jednostek terytorialnych, przejmuje na siebie zadania inwestorów, dokonując nakładów w obrębie sektora publicznego, powiększając zgromadzony w nim zasób majątku trwałego. Owe przedsięwzięcia mają na celu czynić produkcje gospodarczą bardziej efektywną i konkurencyjną w skali rynku światowego. Często związane są one z torowaniem drogi inwestorom prywatnym, z zachęcaniem ich do inicjatyw ekonomicznych oraz podejmowania wszelakich przedsięwzięć, które po przeprowadzeniu inwestycji państwowych stają się bardziej rentowne i zachęcające, np. doprowadzenie kanalizacji miejskiej, energii elektrycznej czy też budowa dróg łączących potencjalne ośrodki inwestycyjne z resztą gospodarczego świata. W ogólnym wymiarze inwestycje publiczne są nastawione przede wszystkim na:
- budowę dróg
- budowę systemów gospodarki wodnej
- budowę urządzeń gospodarki komunalnej
- budowę szkół, szpitali oraz wszelakich obiektów służących świadczeniu różnych form pomocy społecznej,
- budowę urządzeń administracji i sądownictwa
- budowę obiektów służących nauce i prowadzeniu badań

Jest to zatem podstawowa działalność inwestycyjna, która tworzy szkielet gospodarczy państwa pozwalający na prowadzenie dalszych przedsięwzięć poprzez osoby prywatne, czy też również przez samo państwo.
Grupa techniczno-finansowych środków polityki inwestycyjnej skrywa w sobie przede wszystkim zaplecze kapitałowo-techniczne, które z jednej strony zapewnia kapitał potrzebny do tworzenia inwestycji, z drugiej zaś oddaje do dyspozycji szereg instrumentów pozwalających na kontrolę sprawności i jakości przebiegu inwestycji oraz samego jej rezultatu. Jeżeli chodzi o zasoby kapitałowe wyróżnia się ich dwa główne rodzaje ze względu na kryterium pochodzenia a mianowicie: kapitał obcy (kredyt, kapitał akcjonariuszy) oraz kapitał własny (zasoby kapitałowe inwestora). Inwestycje publiczne opierają się przede wszystkim o budżet, który może pełnić również funkcję gwaranta dla zaciągniętego w celach inwestycyjnych kredytu.